# R38 (léghajó)
Az R38 egy merev vázas brit katonai léghajó volt, amelyet az Amerikai Egyesült Államok megvásárolt, és ZR2 számon lajstromozott. A légi jármű 1921. augusztus 24-én még brit területen megsemmisült. A fedélzetén tartózkodó 49 emberből 44 meghalt.

## Tervezése
Az R38-at már az első világháború idején megrendelte a kormány, de nem épült meg 1919-ig. Az eredeti elképzelés szerint egy gyors, nagy magasságban repülő léghajót kellett építeni, amely túlszárnyalja német vetélytársait, a zeppelineket. A nagy magasságú repülés érdekében ezek a léghajók könnyű fémszerkezettel épültek, ami törékennyé és sebezhetővé tette őket. A szerződést a Short testvérek cardingtoni üzeme nyerte el. Az R38-at 1921-ben fejezték be.
A léghajó hossza 211,8 méter, átmérője 26 méter, térfogata több mint 77 ezer köbméter volt. Az R–38 csaknem 92 ezer kilogramm hasznos terhet tudott a magasba emelni. Hat darab 12 hengeres, vízhűtéses Sunbeam Cossack III motor hajtotta. Maximális sebessége 114 kilométer per óra volt, és 10 ezer 500 kilométert tudott megtenni. Utazómagassága 6700 méter volt. 1921. június 23-án a Humber partján fekvő Howdenbe repültek vele. Már ezen az első úton is számos problémára derült fény, például a szerkezet gerendái meghajlottak.
A háború után a brit kormány prioritásai megváltoztak, és más célok megvalósítására csoportosította át meglévő anyagi forrásait. Mivel nem akart jelentős összeget költeni a léghajóra, eladta az Amerikai Egyesült Államoknak, amely ZR2 számon lajstromozta. Azok, akik tudták, hogy bajok vannak a léghajóval, további 150 óra tesztrepülést javasoltak, de végül az a döntés született, hogy ötven óra is elég lesz, mielőtt a léghajó elindul az Atlanti-óceán felett Amerikába. Az Egyesült Államokból tisztek érkeztek, hogy részt vegyenek ezeken a repüléseken, majd hazavezessék a léghajót.

## A katasztrófa
1921. augusztus 23-án a léghajó Howdenből Pulhambe tartott. A lincolnshire-i partvidéket vastag köd borította, és Pulhamnél semmit nem lehetett látni. A léghajón úgy döntöttek, hogy kimennek az Északi-tenger fölé, és ott köröznek egész éjszaka, majd reggel ismét megközelítik a pulhami horgonyzóhelyet. Az idő másnap reggelre sem lett jobb, ezért az R38 visszafordult Howdenbe. Azért, hogy az út ne menjen veszendőbe, hazafelé gyakorlatoztak, többek között éles fordulókat tettek. Ilyen manőverbe kezdtek, amikor a léghajó elhagyta Hullt, és a Humber felett repült, de az R38 hirtelen kettétört. A repüléstörténészek szerint ilyen manővert csak jóval magasabban, ritkább levegőben lett volna szabad megkísérelni a léghajóval. Az R38 első fele felrobbant, a hátsó része pedig belezuhant a folyóba. Az emberek, akik látták a katasztrófát, csónakokba szálltak, hogy kimentsék a legénységet, de a fedélzeten tartózkodó 49 brit és amerikai közül csak öt élte túl a balesetet.

## Galéria

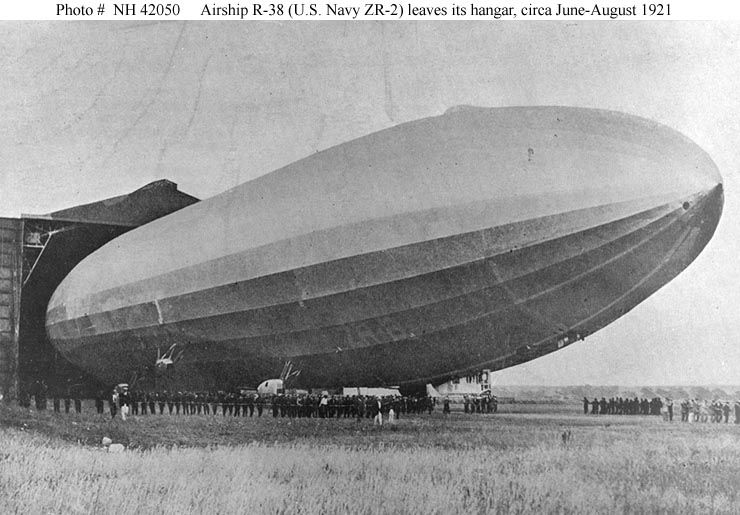
A léghajó hangárja előtt
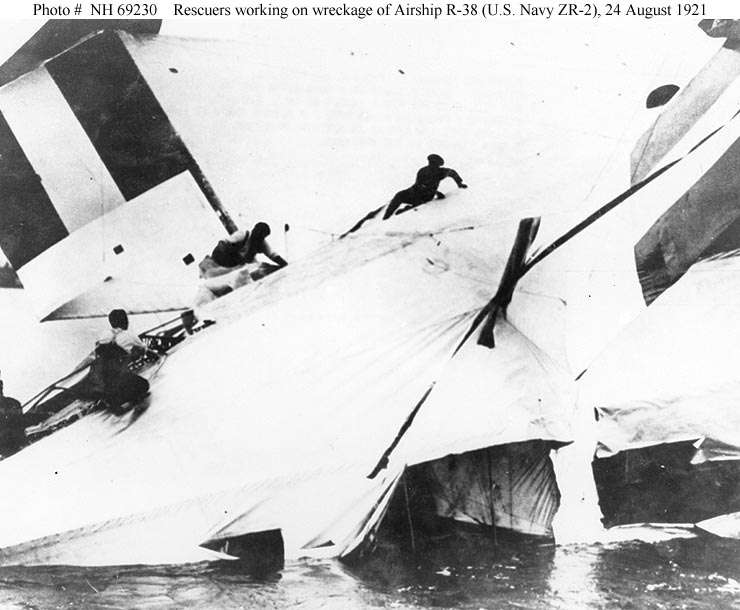
Az R–38-as roncsai
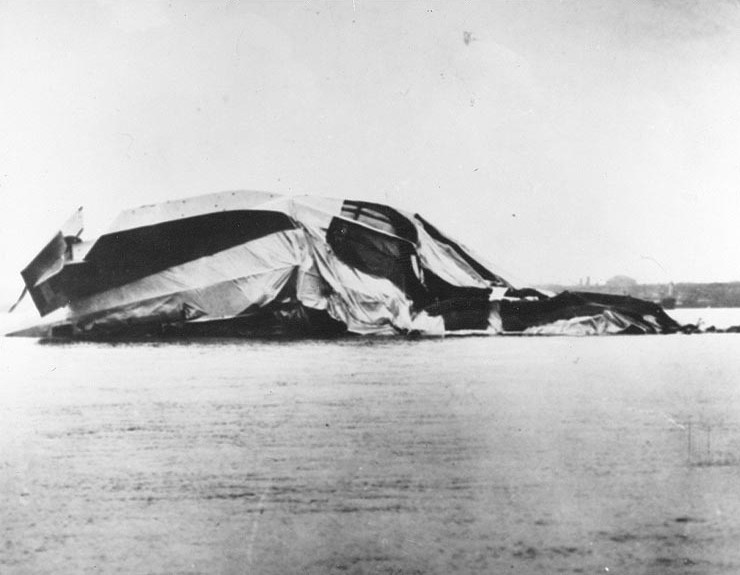
Az R–38-as roncsai
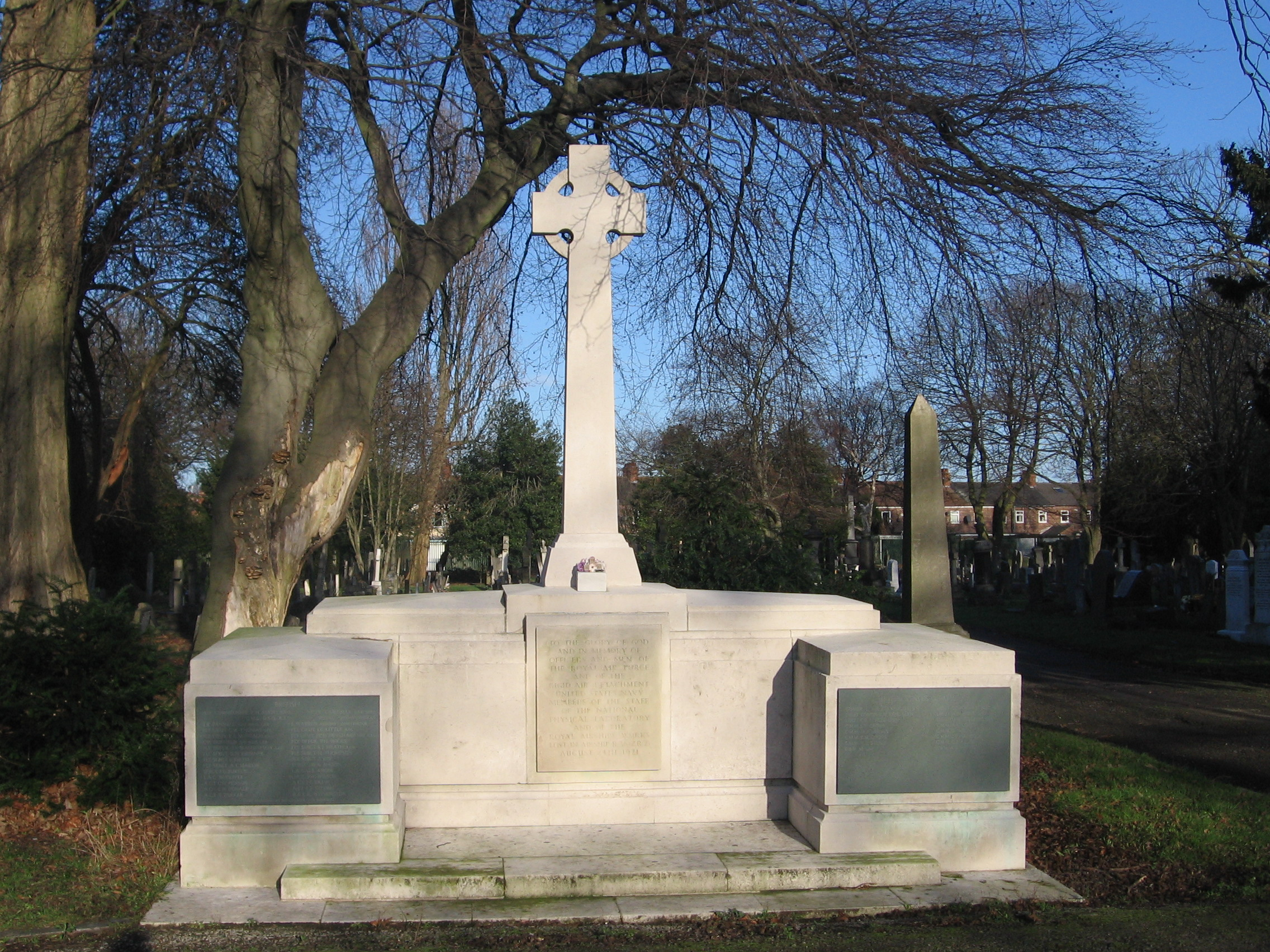
A baleset emlékhelye